# Grace of Monaco
Grace of Monaco (bra: Grace de Mônaco; prt: Grace de Mónaco) é um filme franco-belgo-ítalo-suíço-estadunidense de 2014, do gênero drama biográfico, dirigido por Olivier Dahan, com roteiro de Arash Amel baseado na vida de Grace Kelly, com Nicole Kidman no papel-título. Ele também possui o elenco de apoio de Frank Langella, Parker Posey, Derek Jacobi, Paz Vega, Roger Ashton-Griffiths, Milo Ventimiglia e Tim Roth.
Inicialmente agendado com lançamento no final de novembro de 2013, o filme foi, em seguida, reagendado para 14 de março de 2014, até ser retirado do calendário de lançamento por tempo indeterminado. O filme abriu o Festival de Cannes 2014, estreando fora de competição.
Em abril de 2014, foi anunciado que o filme não estrearia mais nos cinemas dos Estados Unidos e, sua exibição ficaria restrita apenas para a televisão, pelo canal pago americano Lifetime. No Brasil, seu lançamento se deu nos cinemas pela PlayArte em 29 de outubro de 2015.

## Enredo
Grace of Monaco se concentra na crise da ex-estrela de Hollywood Grace Kelly, do casamento e de identidades, durante uma disputa entre Mônaco o príncipe Rainier 3.º e o presidente da França Charles de Gaulle e uma iminente invasão militar francesa no principado em 1960.

## Elenco
- Nicole Kidman como Grace Kelly
- Tim Roth como príncipe Rainier 3.º
- Frank Langella como Father Francis Tucker
- Parker Posey como Madge Tivey-Faucon
- Milo Ventimiglia como Rupert Allen
- Derek Jacobi como Conde Fernando D'Ailieres
- Paz Vega como Maria Callas
- Geraldine Somerville como Princesa Antoinette, Baronesa de Massy
- Robert Lindsay como Aristóteles Onassis
- Nicholas Farrell como Jean-Charles Rey
- Roger Ashton-Griffiths como Alfred Hitchcock
- Jeanne Balibar as Condessa de Baciocchi
- Yves Jacques como Mr. Delavenne
- Olivier Rabourdin como Emile Pelletier
- Flora Nicholson como Phyllis Blum
- Philip Delancy como Robert McNamara

## Produção

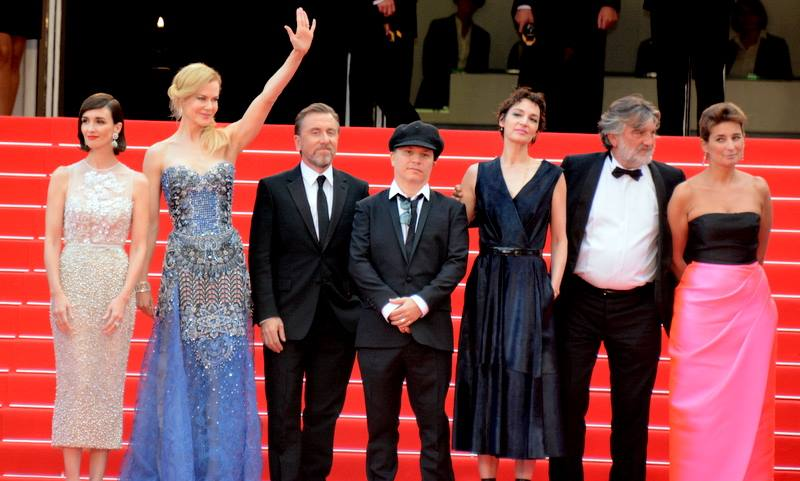
O elenco do filme durante o Festival de Cannes. Da esquerda para a direita: Paz Vega, Nicole Kidman, Tim Roth, o diretor Olivier Dahan, Jeanne Balibar, o produtor Pierre-Ange Le Pogam e Geraldine Somerville.

O roteiro, escrito por Arash Amel, foi listado no Black List de Hollywood em 2011 como um dos roteiros mais pedidos não produzidas do ano, depois de ter sido adquirida pelo produtor francês Pierre-Ange Le Pogam em uma competição de licitação.
A produção do filme começou em setembro de 2012, em Paris e Menton, França. Em outubro de 2012, a produção mudou-se para Itália, primeiro para Grimaldi, a aldeia perto de Ventimiglia, que descobre o nome da casa real de Mônaco, em seguida, em Mortola, perto de Ventimiglia em Villa Hanbury. A foi concedida à produção a permissão para fechar a principal praça de Mônaco por 24 horas entre 29-30 outubro de 2012, durante este tempo, o elenco fora vistos filmando fora e em torno do Casino Monte Carlo. Em novembro de 2012, e novamente em janeiro de 2013, a produção estava em Gênova, Itália, no set instalado no Palácio Real, na Via Balbi, onde o Hall of Mirrors replicar a residência da corte real de Mônaco.[carece de fontes?]

## Recepção
O filme tem 9% de aprovação no Rotten Tomatoes, com base em 74 resenhas que é seguido do consenso crítico do site que diz: "Lindamente filmado, mas totalmente enfadonho, Grace of Monaco falha em honrar seu assunto ou seu público." No Metacritic tem uma pontuação de 21 em 100 com base em dez análises, indicando "análises geralmente desfavoráveis".
Comentários de estreia do filme no Festival de Cannes foram esmagadoramente negativos, com o crítico de cinema Peter Bradshaw do The Guardian chamando-o de "um filme tão imensamente inspirado em madeira, que tem basicamente riscos de incêndio". A revisão do The Hollywood Reporter opinou que "os filmes do 'Shrek' construíram convenções de contos de fadas com muito mais profundidade e sagacidade que este desfile lúgubre de cera de celebridades sem vida". Francisco Russo, do website brasileiro AdoroCinema citou que "'Grace de Mônaco' derrapa – às vezes feio – na narrativa novelesca, sempre pontuada por uma trilha sonora nitidamente manipuladora."
A distribuidora Harvey Weinstein, uma das mais importantes do mercado cinematográfico, tinha expectativa de que o filme estreasse em 2013 e concorresse ao Oscar em 2014, o longa porém se envolveu em controversas com a família real de Mônaco e também entre os produtores, que adiaram diversas vezes a data de estreia nos cinemas.

## Versão do roteirista
Em janeiro de 2015, Harvey Weinstein esclareceu os acontecimentos que levaram ao conflito entre ele e o diretor. Ele indicou que o lançamento nos Estados Unidos terá um "Corte do Escritor", restaurando o filme ao espírito do roteiro para o qual a The Weinstein Company assinou, que ele comparou com The King's Speech. Ele disse: "O roteirista, Arash Amel, me ligou e disse, o que aconteceu com meu roteiro. É como sou bem-vindo a Hollywood. Os roteirstas não têm nada a dizer, mas decidimos colocá-lo em parceria com uma equipe de pessoas para ver o que ele poderia fazer para restaurar o filme para a forma como ele parecia quando o escreveu. Ele fez um trabalho maravilhoso."

## Prêmios
| Prêmio                      | Categoria                               | Recipiente      | Resultado                   |
| --------------------------- | --------------------------------------- | --------------- | --------------------------- |
| 67th Primetime Emmy Awards  | Melhor minissérie ou telefilme          | Grace of Monaco | Indicado                    |
| Prémios Screen Actors Guild | Melhor atriz em minissérie ou telefilme | Nicole Kidman   | Indicado[carece de fontes?] |